# Anathallis fractiflexa
Anathallis fractiflexa là một loài thực vật có hoa trong họ Lan. Loài này được (Ames & C.Schweinf.) Luer mô tả khoa học đầu tiên năm 2009.